# Stazione di Tomio
La stazione di Tomio (富雄駅?, Tomio-eki) è una stazione ferroviaria situata nella città di Nara, nella prefettura omonima, in Giappone, servente la linea Kintetsu Nara delle Ferrovie Kintetsu.

## Linee
Ferrovie Kintetsu
● Linea Kintetsu Nara

## Aspetto
La stazione è costituita da 2 binari passanti su viadotto con un marciapiede centrale a isola.
| 2 | ■ Linea Kintetsu Nara | per Gakuen-mae, Yamato-Saidaiji, Kintetsu Nara e Tenri                               |
| 3 | ■ Linea Kintetsu Nara | per Ikoma, Tsuruhashi, Ōsaka Uehommachi, Ōsaka Namba, Amagasaki, Kōshien e Sannomiya |

## Stazioni adiacenti
| «                                          | Servizio                                   | »                   |
| Linea Kintetsu Nara                        | Linea Kintetsu Nara                        | Linea Kintetsu Nara |
| ------------------------------------------ | ------------------------------------------ | ------------------- |
| Higashi-Ikoma                              | Locale Semiespresso sezionale Semiespresso | Gakuen-mae          |
| L'espresso e l'espresso rapido non fermano |                                            |                     |